# Droga wojewódzka 644
Die Droga wojewódzka 644 (DW 644) ist eine fünf Kilometer lange Droga wojewódzka (Woiwodschaftsstraße) in der polnischen Woiwodschaft Pommern, die Majewo mit Morzeszczyn verbindet. Die Strecke liegt im Powiat Tczewski.

## Streckenverlauf
Woiwodschaft Pommern, Powiat Tczewski
-  Majewo (Paulshof) (DW 623)
- Królów Las (Königswalde)
-  Morzeszczyn (Morroschin) (DW 220, DW 234)